# قصر المنبهي
قصر المنبهي أو دار المنبهي هو قصر تاريخي يقع في فاس البالي، بفاس، المغرب. يعود تاريخ تأسيسه لأوائل القرن العشرين. وهو المكان الذي تم فيه التوقيع رسميًا على معاهدة فاس سنة 1912.

## تاريخ
يعود تاريخ قصر المنبهي إلى أوائل القرن العشرين، وكان شيده المهدي المنبهي، وزير الدفاع على عهد السلطان عبد العزيز بن الحسن (1894 – 1908). وكان المنبهي قد عمل بداية من عام 1901 سفيراً للمغرب لدى كل من ألمانيا وإنجلترا، قبل أن يقود في عام 1903، عبر محاولات متكررة، حملات المخزن (الحكم) ضد الثائر «بوحمارة»، لكن فشله في مهمته أفقده مكانته وحظوته لدى السلطان.
```
في عام 
1912
، استضاف القصر توقيع معاهدة فاس التي أرست الحكم الاستعماري الفرنسي على المغرب.
[
2
]
 ثم كانت بمثابة المقر الأول للجنرال 
المقيم
 الفرنسي 
ليوطي
.
[
2
]
[
4
]
[
5
]
  وكان بعد ذلك مقرا أول 
لحزب الاستقلال
.
[
4
]
 اليوم يتم استخدامه كمطعم للمجموعات السياحية.
[
4
]
```